# Matthew Weinstein
Matthew Weinstein (* 6. května 1964 New York) je americký výtvarník. Jeho otcem byl lékař I. Bernard Weinstein. Studoval na Kolumbijské univerzitě, kterou absolvoval v roce 1987 s titulem BA. Ve svých raných dílech se specializoval mimo jiné na gestickou abstrakci a kresbu. Výraznými prvky jeho děl byly krev, smrt, lebky a kosti. Později se zabýval 3D animací za využití softwaru Maya. Jeho primární galerií je Sonnabend Gallery v New Yorku. Rovněž jej zastupuje Baldwin Gallery v coloradském Aspenu. Jeho díla se nachází mimo jiné v newyorském Metropolitním muzeu umění či mnichovském Bayerische Staatsgemäldesammlungen.